# Dilobopterus
Dilobopterus är ett släkte av insekter. Dilobopterus ingår i familjen dvärgstritar.

## Dottertaxa tillDilobopterus, i alfabetisk ordning[1]
- Dilobopterus adocetus
- Dilobopterus aubei
- Dilobopterus auctula
- Dilobopterus axillaris
- Dilobopterus bimaculatus
- Dilobopterus bracteatula
- Dilobopterus chiriquensis
- Dilobopterus clypeatus
- Dilobopterus corixoides
- Dilobopterus costalimai
- Dilobopterus crocea
- Dilobopterus cynthia
- Dilobopterus decoratus
- Dilobopterus demissa
- Dilobopterus discoidea
- Dilobopterus dispar
- Dilobopterus disparulus
- Dilobopterus errabundus
- Dilobopterus exaltata
- Dilobopterus fastuosa
- Dilobopterus fenestratus
- Dilobopterus frenata
- Dilobopterus gaudens
- Dilobopterus guadulpensis
- Dilobopterus hexaptera
- Dilobopterus hyalinatula
- Dilobopterus instrata
- Dilobopterus jemima
- Dilobopterus klugi
- Dilobopterus knighti
- Dilobopterus laeta
- Dilobopterus lineosa
- Dilobopterus lobatus
- Dilobopterus lucentis
- Dilobopterus manni
- Dilobopterus minutalis
- Dilobopterus mosaica
- Dilobopterus myersi
- Dilobopterus nigrovenosus
- Dilobopterus obliquatula
- Dilobopterus pardalina
- Dilobopterus polita
- Dilobopterus ponerus
- Dilobopterus quinquesignata
- Dilobopterus segmentalis
- Dilobopterus selvanus
- Dilobopterus stolli
- Dilobopterus syrphoidula
- Dilobopterus trinotata
- Dilobopterus vicina